# قبيلة همام
- الدولة:  اليمن،  السعودية،  الإمارات العربية المتحدة،
- الموقع: منطقة نجران وشرورة وشبوة
- العرقية: عرب
- الدين: الاسلام
- الطائفة:أهل السنة والجماعة
- التعداد: 70,000

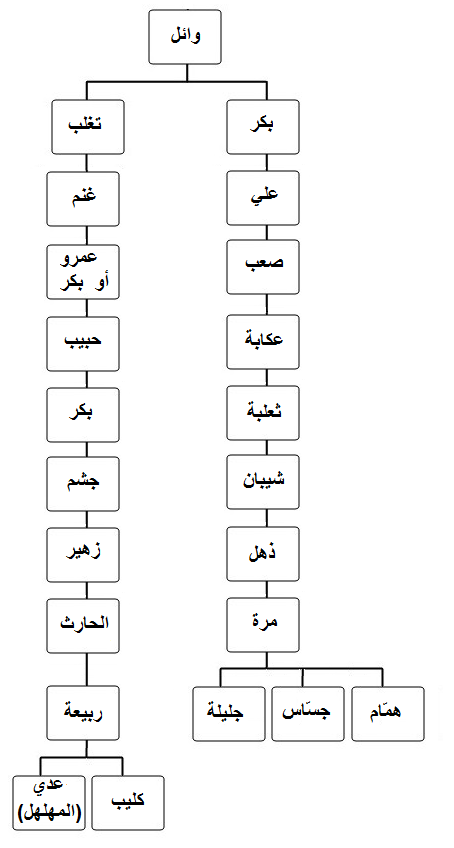

قبيلة همام (الرحلة اليمانيه لشرف البركاتي ص 105 همام ** من قبائل اليمن 0 مساكنها في جنوبي الكرب إحدى قبائل اليمن 0 وتحدها حضرموت ويقال لهم عيال الماجود (رحله في بلاد العرب السعيده لنزيه المؤيد ج 2 ص 72) همام / بطن من بني رياح 0 من يربوع بن حنظله.من العدنانيه ويقطنون في وادي ويدعى باسم قبيلتهم (وادي همام) (الاشتقاق لابن دريد ص 135) همام بن مرة: بطن من مره بن ذهل، من بكر بن وائل، من العدنانيه، وهم: بنو همام بن مرة بن ذهل بن شيبان ابن ثعلبه بن عكابه بن صعب بن علي بن بكر بن وائل وقد نزحت من اليمن وقت حكم الشيوعية وتوزعت القبيلة في المملكة العربية وارجاء دول الخليج ((ويقال ان البعض منهم ذهبو إلى بلاد المغرب العربي بعد حادثة سد مأرب)) وهي قبيله قد وصفت بخيراتها من المال والإبل والماشية في الزام الماضي واقسام فخائذها ال شملان وال حسين وال مسفر وال ذياب وال لحول وال مفجور وال طالب بن حسن وال بليث وال بوطهيف وال زيد وشيخهم حسين بن صالح العاقل وينيبه في أمور القبيلة الشيخ قايد بن مبارك بن صالح ال حسين والشيخ علي ابن منصر بن شملان وبعد وفاة ابن منصر أخذ مكانه ابنه فيصل ابن علي ابن منصر.للاستفسار مراجعت كتاب الدكتور عمر كحالة أو الاشتقاق لابن دريد ص 135 أو كتاب موسوعة قبائل العرب لعبد الحكيم الوائلي ولكن الصحيح هو ان همام هم من نسل دؤل (مره الأكبر) وهو هكذا نسبهم همام بن سبيع بن مصعب بن معاويه بن كثير بن مره (مره) وهو المذكور هنا (دؤل) وهو جد مره أبو ال مره التاسع ويجتمع هنا ال مره مع همام في (مره) الأكبر المسمى (دؤل) ومنه خرج ال زريع حكام عدن في ذلك الوقت وال معلا حكام ام القيوين وفي الوقت الحالي يوجد في وادي همام جبل كبير جدا يسمى جبل المرة
دخلت فبيلة همام في تحالف قبائل شبوة (العوالق)

## فروع قبيلة همام
- عيال حسن

ال شملان/
ال طالب بن حسن/ 
وال حسين/
- عيال صالح

ال ذياب/
- عيال سالم

ال مسفر/
- عيال زيد

ال عنين/
- من بطون همام

ال بوطهيف/
ال لحول/
ال مفجور/
ال بليث/

## قبائل همام في شبوة
- وادي همام

في محافظة شبوة الممتد من جبل كُبر الشهير.والذي يلتقي تحتة ثلاثه اودية
وادي ضراء .
وادي عبدان .
وادي الحنك .
ويمتد إلى العٌقله بعرماء.وشمالا شرق لمسافة المئة كيلو متر. والعرض للوادي مايقارب نصف المسافة..
- بعض مناطقه الشهيرة

مرة. الظهير. مغنيه. العوشه. عرقة. الحرف. القشع. الرحية. الحرج. السليل. الوطاه. الخرشفاء.
البان.المستحيله.العلم.النقعه.ميقاء. بنطع مرخه يسكنها فخذ آل طالب بن حسن ولهم منطقة مغنيه في وادي همام..
- أاحلاف العوالق

يرجعون للجناح الثاني العوالق العليا
وهم قبائل المحاجر وهم عده قبائل ويقدر تعدادهم نصف مليون نسمه.
وأاقسام قبيله همام اللتي يعد تعدادها سبعون الف نسمه.
عشره الأف غرام..وأكبر فخوذهم. 
آل شملان .
آل حسين .
آل طالب بن حسن .
وهولاء الثلاث الفخوذ على جد واحد حسن بن قربان بن الماجود..وله من الأخوة صالح وزيد وابن عمهم سالم بن الماجود
وهم قبيلة آل مسفر
وصالح بن قربان هم آل ذياب
وزيد بن قربان هم آل عنين
وتنتمي قبيله همام ومن بُطُون همام وهم..
آل بوطهيف .
آل لحول .
آل بليث.
آل مفجور 
وتنضوي مع فخذ آل حسين
آل حجري 
آل نواد 
آل القرنطح.
وأخيراً فخذ أخرى مستقله عن همام تسكن رخية وهم قبيله بليث وقد هاجرو قديماً وهم من أبناء قربان..
- حدود همام مع عدة قبائل

من الشمال جهة الرملة الكرب جو الكديف. واستر مروحه
جهة القبلة . العبيلات بلحارث وعوالق الشريط الصحراوي
جهة الغرب . النسين مرخه السفلى.
جهةالجنوب . بعض قبائل العوالق جباه وعبدان وضراء والدولة والعسكر والمرازيق والسليمان
جهة الشرق . خليفه وعياذ والقراميش والمرادعه الملح وهم شمال شرق بالاصح هذه الحدود القبيلة المتعارف عليه من الشيبان
- الوقائع المورخة بالقصائد

1.هية العبر.جبال مصاير«مصير» مع الاسفله مشقاص وصاعر ومناهيل ورواشد..
2.النقعة مع الاسافله الرواشد«المشقاص»..
3. هية العلم مع أهل القبلة عبيده..
4. السليل "سليل باعزره مع ال كثير «المشقاص»..
5هية الصقيليه مع الصيعر..
6. هية المستحيله.. 
7.هيه بنطع مع الدولة العوالق ومن اتى معهم من العوالق..
8. هية رخمان «عياذ» مع القراميش من بني جبر خولان
9. هية الحرج مع أهل القبلة من دهم والجدعان
10.هية الرحية
11. هية نوخان مع قبيله خليفه بيت المقرم وجيرانا الشرقيين
12.هية داخليه مع خوتنا العوالق والمرازيق جباه ومرازيق قمده ومع ال ديان..
13. هية ام السمح مع ال محمد وهم ال سليمان والطواسل والاحامده
14. هيه شبام مع آل كٌده من آل كثير
15.هية حبان مع الاساوده من سعد الظالمه...
- وسم إبل همام

ابل همام تقدر بذاك الزمن الفين وهو عدد كبير واغلبها من الحرائر الحمر والعواض أي المجاهيم السود
مغزل T آل ذياب. 
مقص X آل حسين.
هلال C آل طالب.
قوس) آل مسفر. 
حلقتين OO آل لحول 
آل شملان T وهم الذين يمتلكون أكثر الإبل ولهم عدة وسوم..
.وفي عدة وسوم لاتحضرني..
1
2
3
4قبائل العرب (1225)
5